# 신민주
신민주(1985년 ~)는 대한민국의 경찰이자, 전 개그우먼이다. 2006년에 전문MC 오디션 톡킹 18금을 통해 데뷔했으며, 2014년에 경찰로 전직했다.

## 방송
- 톡킹 18금 (2006)
- 청춘예찬 (2009)

## CF
- 처음처럼 (2010)

## 연극
- TV동화 행복한 세상 (2007)
- 열평짜리 미용실 (2008)